# Bränt vatten
Bränt vatten. Kvartett av berättelser är en novellsamling av den mexikanske författaren Carlos Fuentes utgiven 1981. Den innehåller fyra berättelser som utspelar sig i Mexico City och som alla kretsar kring gamla mexikanska palats från aztekisk tid. Varje berättelse är tillägnad en verklig person, den sista till poeten Pablo Neruda. Titeln anspelar på den gamla indianska myten om "bränt vatten", den kosmiska föreningen av motsatserna eld och vatten.

## Innehåll
- Mors dag
- Detta var palatsen
- Gryningsstunderna
- Andrés Aparicios son